# Centropappus brunonis
 Centropappus brunonis  Hook.f., 1847 è una specie di pianta angiosperma dicotiledone della famiglia delle Asteraceae (sottofamiglia Asteroideae).  Centropappus brunonis è anche l'unica specie del genere  Centropappus  Hook.f., 1847.

## Etimologia
Il nome scientifico della specie è stato definito dal botanico Joseph Dalton Hooker (1817-1911) nella pubblicazione " The London journal of botany: containing figures and descriptions of ... plants ... together with botanical notices and information and ... memoirs of eminent botanists / by W.J. Hooker.. London" ( London J. Bot. 6: 124) del 1847. Il nome scientifico del genere è stato definito nella stessa pubblicazione.

## Descrizione
Habitus. Centropappus brunonis ha un habitus di tipo erbaceo perenne, oppure arbustivo (fino a piccoli alberi). Le superfici delle piante sono glabre.
Radici. Le radici sono secondarie da rizoma; i rizomi in genere sono spessi.
Fusto. La parte aerea in genere è eretta, semplice o ramosa.
Foglie. Le foglie sono cauline, sessili, disposte in modo alternato e ammucchiate verso la parte terminale dei fusti. Il contorno della lamina è intero; la forma è lineare con apici ottusi; sono inoltre mono-venate.
Infiorescenza. Le sinflorescenze sono composte da diversi capolini raccolti in formazioni corimbose. Le infiorescenze vere e proprie sono formate da un capolino terminale brevemente peduncolato di tipo radiato. Alla base dell'involucro (la struttura principale del capolino) può essere presente un calice formato da alcune brattee fogliacee. I capolini sono formati da un involucro, con forme da cilindriche a campanulate, composto da diverse brattee, al cui interno un ricettacolo fa da base ai fiori di due tipi: quelli esterni del raggio e quelli più interni del disco. Le brattee, glabre o pelose, sono disposte in modo più o meno embricato su una serie e possono essere connate alla base. Il ricettacolo, a volte alveolato, è nudo (senza pagliette a protezione della base dei fiori); la forma è convessa, piatta o conica.
Fiori.  I fiori sono tetra-ciclici (formati cioè da 4 verticilli: calice – corolla – androceo – gineceo) e pentameri (calice e corolla formati da 5 elementi). Sono inoltre ermafroditi, più precisamente i fiori del raggio (quelli ligulati e zigomorfi) sono femminili; mentre quelli del disco centrale (tubulosi e actinomorfi) sono bisessuali o a volte funzionalmente maschili.
- Formula fiorale:

*/x K {\displaystyle \infty }, [C (5), A (5)], G 2 (infero), achenio
- Calice: i sepali del calice sono ridotti ad una coroncina di squame.
- Corolla: nella parte inferiore i petali della corolla sono saldati insieme e formano un tubo. In particolare le corolle dei fiori del disco centrale (tubulosi) terminano con delle fauci dilatate a raggiera con cinque profondi lobi più o meno patenti. Nella corolla dei fiori periferici (ligulati) il tubo si trasforma in un prolungamento da ligulato a filiforme, terminante più o meno con cinque dentelli. Il colore delle corolle è giallo.
- Androceo: gli stami sono 5 con dei filamenti liberi. La parte basale del collare dei filamenti può essere dilatata. Le antere invece sono saldate fra di loro e formano un manicotto che circonda lo stilo. Le antere sono senza coda ("ecaudate") e alla base sono arrotondate. La struttura delle antere è di tipo tetrasporangiato, raramente sono bisporangiate. Il tessuto endoteciale è polarizzato. Il polline è tricolporato (tipo "helianthoid").[10]
- Gineceo: lo stilo è biforcato con due stigmi nella parte apicale. Gli stigmi hanno una forma troncata; possono essere ricoperti da minute papille. Le superfici stigmatiche sono continue.  L'ovario è infero uniloculare formato da 2 carpelli.

Frutti. I frutti sono degli acheni con pappo. La forma degli acheni è più o meno oblunga (compressa o affusolata); la superficie è percorsa da diverse coste longitudinali ed è liscia. In alcuni casi sono presenti alcuni canali resiniferi. Non sempre il carpoforo è distinguibile. Il pappo è formato da numerose setole subpiumose all'apice.

## Biologia
Impollinazione: l'impollinazione avviene tramite insetti (impollinazione entomogama tramite farfalle diurne e notturne).

Riproduzione: la fecondazione avviene fondamentalmente tramite l'impollinazione dei fiori (vedi sopra).

Dispersione: i semi (gli acheni) cadendo a terra sono successivamente dispersi soprattutto da insetti tipo formiche (disseminazione mirmecoria). In questo tipo di piante avviene anche un altro tipo di dispersione: zoocoria. Infatti gli uncini delle brattee dell'involucro (se presenti) si agganciano ai peli degli animali di passaggio disperdendo così anche su lunghe distanze i semi della pianta. Inoltre per merito del pappo il vento può trasportare i semi anche a distanza di alcuni chilometri (disseminazione anemocora).

## Distribuzione e habitat
La specie di questa voce è distribuita in Tasmania.

## Tassonomia
La famiglia di appartenenza di questa voce (Asteraceae o Compositae, nomen conservandum) probabilmente originaria del Sud America, è la più numerosa del mondo vegetale, comprende oltre 23.000 specie distribuite su 1.535 generi, oppure 22.750 specie e 1.530 generi secondo altre fonti (una delle checklist più aggiornata elenca fino a 1.679 generi). La famiglia attualmente (2021) è divisa in 16 sottofamiglie; la sottofamiglia Asteroideae è una di queste e rappresenta l'evoluzione più recente di tutta la famiglia.

### Filogenesi
Il genere della specie di questa voce è descritto nella sottotribù Brachyglottidinae della tribù Senecioneae (una delle 21 tribù della sottofamiglia Asteroideae). La sottotribù, dopo le analisi di tipo filogenetico sul DNA del plastidio (Pelser et al., 2007), è risultata in posizione politomica insieme alle sottotribù Tussilagininae, Chersodominae e il "gruppo fratello" formato dalle sottotribù Othonninae e Senecioninae. La monofilia della Brachyglottidinae è ben supportata dalle analisi di tipo filogenetico del DNA e include il subclade australiano formato dalla maggior parte dei generi della sottotribù; a questo clade vanno aggiunti alcuni generi isolati geograficamente (Sudamerica e Sudafrica).
Il genere di questa voce è vicino al "core" della sottotribù e appartiene al subclade australiano all'interno del quale con il genere Bedfordia forma un "gruppo fratello". Il cladogramma tratto dallo studio citato mostra l'attuale conoscenza della struttura filogenetica della sottotribù.
|  | \| \| Traversia, Brachyglottis-3 \| \| \| \| \| \| Centropappus, Bedfordia \| \| \| \| |
|  |                                                                                        |
|  | Haastia, Brachyglottis-4                                                               |
|  |                                                                                        |
|  | Traversia, Brachyglottis-3                                                             |
|  |                                                                                        |
|  | Centropappus, Bedfordia                                                                |
|  |                                                                                        |

|  | Traversia, Brachyglottis-3 |
|  |                            |
|  | Centropappus, Bedfordia    |
|  |                            |

|  | \| \| Traversia, Brachyglottis-3 \| \| \| \| \| \| Centropappus, Bedfordia \| \| \| \| |
|  |                                                                                        |
|  | Haastia, Brachyglottis-4                                                               |
|  |                                                                                        |
|  | Traversia, Brachyglottis-3                                                             |
|  |                                                                                        |
|  | Centropappus, Bedfordia                                                                |
|  |                                                                                        |

|  | Traversia, Brachyglottis-3 |
|  |                            |
|  | Centropappus, Bedfordia    |
|  |                            |

|  | \| \| Traversia, Brachyglottis-3 \| \| \| \| \| \| Centropappus, Bedfordia \| \| \| \| |
|  |                                                                                        |
|  | Haastia, Brachyglottis-4                                                               |
|  |                                                                                        |
|  | Traversia, Brachyglottis-3                                                             |
|  |                                                                                        |
|  | Centropappus, Bedfordia                                                                |
|  |                                                                                        |

|  | Traversia, Brachyglottis-3 |
|  |                            |
|  | Centropappus, Bedfordia    |
|  |                            |

|  | \| \| Traversia, Brachyglottis-3 \| \| \| \| \| \| Centropappus, Bedfordia \| \| \| \| |
|  |                                                                                        |
|  | Haastia, Brachyglottis-4                                                               |
|  |                                                                                        |
|  | Traversia, Brachyglottis-3                                                             |
|  |                                                                                        |
|  | Centropappus, Bedfordia                                                                |
|  |                                                                                        |

|  | Traversia, Brachyglottis-3 |
|  |                            |
|  | Centropappus, Bedfordia    |
|  |                            |

|  | \| \| Traversia, Brachyglottis-3 \| \| \| \| \| \| Centropappus, Bedfordia \| \| \| \| |
|  |                                                                                        |
|  | Haastia, Brachyglottis-4                                                               |
|  |                                                                                        |
|  | Traversia, Brachyglottis-3                                                             |
|  |                                                                                        |
|  | Centropappus, Bedfordia                                                                |
|  |                                                                                        |

|  | Traversia, Brachyglottis-3 |
|  |                            |
|  | Centropappus, Bedfordia    |
|  |                            |

|  | \| \| Traversia, Brachyglottis-3 \| \| \| \| \| \| Centropappus, Bedfordia \| \| \| \| |
|  |                                                                                        |
|  | Haastia, Brachyglottis-4                                                               |
|  |                                                                                        |
|  | Traversia, Brachyglottis-3                                                             |
|  |                                                                                        |
|  | Centropappus, Bedfordia                                                                |
|  |                                                                                        |

|  | Traversia, Brachyglottis-3 |
|  |                            |
|  | Centropappus, Bedfordia    |
|  |                            |

|  | \| \| Traversia, Brachyglottis-3 \| \| \| \| \| \| Centropappus, Bedfordia \| \| \| \| |
|  |                                                                                        |
|  | Haastia, Brachyglottis-4                                                               |
|  |                                                                                        |
|  | Traversia, Brachyglottis-3                                                             |
|  |                                                                                        |
|  | Centropappus, Bedfordia                                                                |
|  |                                                                                        |

|  | Traversia, Brachyglottis-3 |
|  |                            |
|  | Centropappus, Bedfordia    |
|  |                            |

|  | \| \| Traversia, Brachyglottis-3 \| \| \| \| \| \| Centropappus, Bedfordia \| \| \| \| |
|  |                                                                                        |
|  | Haastia, Brachyglottis-4                                                               |
|  |                                                                                        |
|  | Traversia, Brachyglottis-3                                                             |
|  |                                                                                        |
|  | Centropappus, Bedfordia                                                                |
|  |                                                                                        |

|  | Traversia, Brachyglottis-3 |
|  |                            |
|  | Centropappus, Bedfordia    |
|  |                            |

|  | \| \| Traversia, Brachyglottis-3 \| \| \| \| \| \| Centropappus, Bedfordia \| \| \| \| |
|  |                                                                                        |
|  | Haastia, Brachyglottis-4                                                               |
|  |                                                                                        |
|  | Traversia, Brachyglottis-3                                                             |
|  |                                                                                        |
|  | Centropappus, Bedfordia                                                                |
|  |                                                                                        |

|  | Traversia, Brachyglottis-3 |
|  |                            |
|  | Centropappus, Bedfordia    |
|  |                            |

|  | \| \| Traversia, Brachyglottis-3 \| \| \| \| \| \| Centropappus, Bedfordia \| \| \| \| |
|  |                                                                                        |
|  | Haastia, Brachyglottis-4                                                               |
|  |                                                                                        |
|  | Traversia, Brachyglottis-3                                                             |
|  |                                                                                        |
|  | Centropappus, Bedfordia                                                                |
|  |                                                                                        |

|  | Traversia, Brachyglottis-3 |
|  |                            |
|  | Centropappus, Bedfordia    |
|  |                            |

|  | \| \| Traversia, Brachyglottis-3 \| \| \| \| \| \| Centropappus, Bedfordia \| \| \| \| |
|  |                                                                                        |
|  | Haastia, Brachyglottis-4                                                               |
|  |                                                                                        |
|  | Traversia, Brachyglottis-3                                                             |
|  |                                                                                        |
|  | Centropappus, Bedfordia                                                                |
|  |                                                                                        |

|  | Traversia, Brachyglottis-3 |
|  |                            |
|  | Centropappus, Bedfordia    |
|  |                            |

|  | \| \| Traversia, Brachyglottis-3 \| \| \| \| \| \| Centropappus, Bedfordia \| \| \| \| |
|  |                                                                                        |
|  | Haastia, Brachyglottis-4                                                               |
|  |                                                                                        |
|  | Traversia, Brachyglottis-3                                                             |
|  |                                                                                        |
|  | Centropappus, Bedfordia                                                                |
|  |                                                                                        |

|  | Traversia, Brachyglottis-3 |
|  |                            |
|  | Centropappus, Bedfordia    |
|  |                            |

|  | \| \| Traversia, Brachyglottis-3 \| \| \| \| \| \| Centropappus, Bedfordia \| \| \| \| |
|  |                                                                                        |
|  | Haastia, Brachyglottis-4                                                               |
|  |                                                                                        |
|  | Traversia, Brachyglottis-3                                                             |
|  |                                                                                        |
|  | Centropappus, Bedfordia                                                                |
|  |                                                                                        |

|  | Traversia, Brachyglottis-3 |
|  |                            |
|  | Centropappus, Bedfordia    |
|  |                            |

|  | \| \| Traversia, Brachyglottis-3 \| \| \| \| \| \| Centropappus, Bedfordia \| \| \| \| |
|  |                                                                                        |
|  | Haastia, Brachyglottis-4                                                               |
|  |                                                                                        |
|  | Traversia, Brachyglottis-3                                                             |
|  |                                                                                        |
|  | Centropappus, Bedfordia                                                                |
|  |                                                                                        |

|  | Traversia, Brachyglottis-3 |
|  |                            |
|  | Centropappus, Bedfordia    |
|  |                            |

|  | \| \| Traversia, Brachyglottis-3 \| \| \| \| \| \| Centropappus, Bedfordia \| \| \| \| |
|  |                                                                                        |
|  | Haastia, Brachyglottis-4                                                               |
|  |                                                                                        |
|  | Traversia, Brachyglottis-3                                                             |
|  |                                                                                        |
|  | Centropappus, Bedfordia                                                                |
|  |                                                                                        |

|  | Traversia, Brachyglottis-3 |
|  |                            |
|  | Centropappus, Bedfordia    |
|  |                            |

|  | \| \| Traversia, Brachyglottis-3 \| \| \| \| \| \| Centropappus, Bedfordia \| \| \| \| |
|  |                                                                                        |
|  | Haastia, Brachyglottis-4                                                               |
|  |                                                                                        |
|  | Traversia, Brachyglottis-3                                                             |
|  |                                                                                        |
|  | Centropappus, Bedfordia                                                                |
|  |                                                                                        |

|  | Traversia, Brachyglottis-3 |
|  |                            |
|  | Centropappus, Bedfordia    |
|  |                            |

|  | \| \| Traversia, Brachyglottis-3 \| \| \| \| \| \| Centropappus, Bedfordia \| \| \| \| |
|  |                                                                                        |
|  | Haastia, Brachyglottis-4                                                               |
|  |                                                                                        |
|  | Traversia, Brachyglottis-3                                                             |
|  |                                                                                        |
|  | Centropappus, Bedfordia                                                                |
|  |                                                                                        |

|  | Traversia, Brachyglottis-3 |
|  |                            |
|  | Centropappus, Bedfordia    |
|  |                            |

|  | \| \| Traversia, Brachyglottis-3 \| \| \| \| \| \| Centropappus, Bedfordia \| \| \| \| |
|  |                                                                                        |
|  | Haastia, Brachyglottis-4                                                               |
|  |                                                                                        |
|  | Traversia, Brachyglottis-3                                                             |
|  |                                                                                        |
|  | Centropappus, Bedfordia                                                                |
|  |                                                                                        |

|  | Traversia, Brachyglottis-3 |
|  |                            |
|  | Centropappus, Bedfordia    |
|  |                            |

|  | \| \| Traversia, Brachyglottis-3 \| \| \| \| \| \| Centropappus, Bedfordia \| \| \| \| |
|  |                                                                                        |
|  | Haastia, Brachyglottis-4                                                               |
|  |                                                                                        |
|  | Traversia, Brachyglottis-3                                                             |
|  |                                                                                        |
|  | Centropappus, Bedfordia                                                                |
|  |                                                                                        |

|  | Traversia, Brachyglottis-3 |
|  |                            |
|  | Centropappus, Bedfordia    |
|  |                            |

|  | \| \| Traversia, Brachyglottis-3 \| \| \| \| \| \| Centropappus, Bedfordia \| \| \| \| |
|  |                                                                                        |
|  | Haastia, Brachyglottis-4                                                               |
|  |                                                                                        |
|  | Traversia, Brachyglottis-3                                                             |
|  |                                                                                        |
|  | Centropappus, Bedfordia                                                                |
|  |                                                                                        |

|  | Traversia, Brachyglottis-3 |
|  |                            |
|  | Centropappus, Bedfordia    |
|  |                            |

|  | \| \| Traversia, Brachyglottis-3 \| \| \| \| \| \| Centropappus, Bedfordia \| \| \| \| |
|  |                                                                                        |
|  | Haastia, Brachyglottis-4                                                               |
|  |                                                                                        |
|  | Traversia, Brachyglottis-3                                                             |
|  |                                                                                        |
|  | Centropappus, Bedfordia                                                                |
|  |                                                                                        |

|  | Traversia, Brachyglottis-3 |
|  |                            |
|  | Centropappus, Bedfordia    |
|  |                            |

|  | \| \| Traversia, Brachyglottis-3 \| \| \| \| \| \| Centropappus, Bedfordia \| \| \| \| |
|  |                                                                                        |
|  | Haastia, Brachyglottis-4                                                               |
|  |                                                                                        |
|  | Traversia, Brachyglottis-3                                                             |
|  |                                                                                        |
|  | Centropappus, Bedfordia                                                                |
|  |                                                                                        |

|  | Traversia, Brachyglottis-3 |
|  |                            |
|  | Centropappus, Bedfordia    |
|  |                            |

|  | \| \| Traversia, Brachyglottis-3 \| \| \| \| \| \| Centropappus, Bedfordia \| \| \| \| |
|  |                                                                                        |
|  | Haastia, Brachyglottis-4                                                               |
|  |                                                                                        |
|  | Traversia, Brachyglottis-3                                                             |
|  |                                                                                        |
|  | Centropappus, Bedfordia                                                                |
|  |                                                                                        |

|  | Traversia, Brachyglottis-3 |
|  |                            |
|  | Centropappus, Bedfordia    |
|  |                            |

|  | \| \| Traversia, Brachyglottis-3 \| \| \| \| \| \| Centropappus, Bedfordia \| \| \| \| |
|  |                                                                                        |
|  | Haastia, Brachyglottis-4                                                               |
|  |                                                                                        |
|  | Traversia, Brachyglottis-3                                                             |
|  |                                                                                        |
|  | Centropappus, Bedfordia                                                                |
|  |                                                                                        |

|  | Traversia, Brachyglottis-3 |
|  |                            |
|  | Centropappus, Bedfordia    |
|  |                            |

|  | \| \| Traversia, Brachyglottis-3 \| \| \| \| \| \| Centropappus, Bedfordia \| \| \| \| |
|  |                                                                                        |
|  | Haastia, Brachyglottis-4                                                               |
|  |                                                                                        |
|  | Traversia, Brachyglottis-3                                                             |
|  |                                                                                        |
|  | Centropappus, Bedfordia                                                                |
|  |                                                                                        |

|  | Traversia, Brachyglottis-3 |
|  |                            |
|  | Centropappus, Bedfordia    |
|  |                            |

|  | \| \| Traversia, Brachyglottis-3 \| \| \| \| \| \| Centropappus, Bedfordia \| \| \| \| |
|  |                                                                                        |
|  | Haastia, Brachyglottis-4                                                               |
|  |                                                                                        |
|  | Traversia, Brachyglottis-3                                                             |
|  |                                                                                        |
|  | Centropappus, Bedfordia                                                                |
|  |                                                                                        |

|  | Traversia, Brachyglottis-3 |
|  |                            |
|  | Centropappus, Bedfordia    |
|  |                            |

|  | \| \| Traversia, Brachyglottis-3 \| \| \| \| \| \| Centropappus, Bedfordia \| \| \| \| |
|  |                                                                                        |
|  | Haastia, Brachyglottis-4                                                               |
|  |                                                                                        |
|  | Traversia, Brachyglottis-3                                                             |
|  |                                                                                        |
|  | Centropappus, Bedfordia                                                                |
|  |                                                                                        |

|  | Traversia, Brachyglottis-3 |
|  |                            |
|  | Centropappus, Bedfordia    |
|  |                            |

|  | \| \| Traversia, Brachyglottis-3 \| \| \| \| \| \| Centropappus, Bedfordia \| \| \| \| |
|  |                                                                                        |
|  | Haastia, Brachyglottis-4                                                               |
|  |                                                                                        |
|  | Traversia, Brachyglottis-3                                                             |
|  |                                                                                        |
|  | Centropappus, Bedfordia                                                                |
|  |                                                                                        |

|  | Traversia, Brachyglottis-3 |
|  |                            |
|  | Centropappus, Bedfordia    |
|  |                            |

|  | \| \| Traversia, Brachyglottis-3 \| \| \| \| \| \| Centropappus, Bedfordia \| \| \| \| |
|  |                                                                                        |
|  | Haastia, Brachyglottis-4                                                               |
|  |                                                                                        |
|  | Traversia, Brachyglottis-3                                                             |
|  |                                                                                        |
|  | Centropappus, Bedfordia                                                                |
|  |                                                                                        |

|  | Traversia, Brachyglottis-3 |
|  |                            |
|  | Centropappus, Bedfordia    |
|  |                            |

|  | \| \| Traversia, Brachyglottis-3 \| \| \| \| \| \| Centropappus, Bedfordia \| \| \| \| |
|  |                                                                                        |
|  | Haastia, Brachyglottis-4                                                               |
|  |                                                                                        |
|  | Traversia, Brachyglottis-3                                                             |
|  |                                                                                        |
|  | Centropappus, Bedfordia                                                                |
|  |                                                                                        |

|  | Traversia, Brachyglottis-3 |
|  |                            |
|  | Centropappus, Bedfordia    |
|  |                            |

|  | \| \| Traversia, Brachyglottis-3 \| \| \| \| \| \| Centropappus, Bedfordia \| \| \| \| |
|  |                                                                                        |
|  | Haastia, Brachyglottis-4                                                               |
|  |                                                                                        |
|  | Traversia, Brachyglottis-3                                                             |
|  |                                                                                        |
|  | Centropappus, Bedfordia                                                                |
|  |                                                                                        |

|  | Traversia, Brachyglottis-3 |
|  |                            |
|  | Centropappus, Bedfordia    |
|  |                            |

|  | \| \| Traversia, Brachyglottis-3 \| \| \| \| \| \| Centropappus, Bedfordia \| \| \| \| |
|  |                                                                                        |
|  | Haastia, Brachyglottis-4                                                               |
|  |                                                                                        |
|  | Traversia, Brachyglottis-3                                                             |
|  |                                                                                        |
|  | Centropappus, Bedfordia                                                                |
|  |                                                                                        |

|  | Traversia, Brachyglottis-3 |
|  |                            |
|  | Centropappus, Bedfordia    |
|  |                            |

I caratteri distintivi per la specie  Centropappus brunonis sono:
- la forma delle foglie è lineare;
- le venature delle foglie sono singole;
- le superfici della pianta producono essudati lucidi;
- si tratta di un endemismo della Tasmania.

### Sinonimi
Sono elencati alcuni sinonimi per questa entità:
- Brachyglottis brunonis (Hook.f.) B.Nord., 1978
- Senecio brunonis  (Hook.f.) J.H.Willis,  1967
- Senecio centropappus  F.Muell., 1858